# Campionati del mondo juniores di atletica leggera 1996
I Campionati del mondo juniores di atletica leggera 1996 (6ª edizione), si sono svolti a Sydney, in Australia dal 20 al 25 agosto. Le competizioni si sono tenute al Sydney International Athletic Centre.

## Medagliati

### Uomini
| Specialità | Oro                                                                   | Prestazione | Argento                                                              | Prestazione | Bronzo                                                            | Prestazione |
| Corse piane |                                                                       |             |                                                                      |             |                                                                   |             |
| 100 m | Francis Obikwelu                                                      | 10"21       | Seun Ogunkoya                                                        | 10"25       | Francesco Scuderi                                                 | 10"43       |
| 200 m | Francis Obikwelu                                                      | 20"47       | Riaan Dempers                                                        | 20"96       | Bryan Harrison                                                    | 21"10       |
| 400 m | Obea Moore                                                            | 45"27       | Jerome Davis                                                         | 45"86       | Shane Niemi                                                       | 45"94       |
| 800 m | Joseph Mutua                                                          | 1'48"21     | Tom Lerwill                                                          | 1'48"40     | Grant Cremer                                                      | 1'48"46     |
| 1.500 m | Shadrack Langat                                                       | 3'38"96     | Mohamed Yagoub Babiker                                               | 3'39"17     | Miloud Abaoub                                                     | 3'39"37     |
| 5.000 m | Assefa Mezgebu                                                        | 13'35"30    | David Chelule                                                        | 13'36"27    | Aaron Gabonewe                                                    | 13'46"19    |
| 10.000 m | Assefa Mezgebu                                                        | 28'27"78    | David Chelule                                                        | 28'29"14    | Tetsuhiro Furuta                                                  | 28'31"61    |
| 10.000 m marcia | Francisco Javier Fernández                                            | 40'38"25    | David Márquez                                                        | 41'03"73    | Nathan Deakes                                                     | 41'11"44    |
| Corse a ostacoli |                                                                       |             |                                                                      |             |                                                                   |             |
| 110 hs | Yoel Hernández                                                        | 13"83       | Tomasz Ścigaczewski                                                  | 13"88       | Jovesa Naivalu                                                    | 13"91       |
| 400 hs | Mubarak Al-Nubi                                                       | 49"07       | Llewellyn Herbert                                                    | 49"15       | Angelo Taylor                                                     | 50"18       |
| 3.000 siepi | Julius Chelule                                                        | 8'33"09     | Kipkurui Misoi                                                       | 8'33"31     | Ali Ezzine                                                        | 8'35"60     |
| Salti |                                                                       |             |                                                                      |             |                                                                   |             |
| Salto in alto | Mark Boswell                                                          | 2,24 m      | Ben Challenger Svatoslav Ton                                         | 2,21 m      | -                                                                 | -           |
| Salto con l'asta | Paul Burgess                                                          | 5,35 m      | Patrik Kristiansson                                                  | 5,30 m      | Danny Ecker                                                       | 5,30 m      |
| Salto in lungo | Olexiy Lukashevych                                                    | 7,91 m      | Raúl Fernández                                                       | 7,75 m      | Nathan Morgan                                                     | 7,74 m      |
| Salto triplo | René Hernández                                                        | 16,50 m     | Michael Calvo                                                        | 16,17 m     | Ionut Punga                                                       | 16,15 m     |
| Lanci |                                                                       |             |                                                                      |             |                                                                   |             |
| Getto del peso | Ralf Bartels                                                          | 18,71 m     | Justin Anlezark                                                      | 18,21 m     | Clay Cross                                                        | 17,69 m     |
| Lancio del disco | Casey Malone                                                          | 56,22 m     | Roland Varga                                                         | 55,20 m     | Frank Casañas                                                     | 54,86 m     |
| Lancio del giavellotto | Sergey Voynov                                                         | 79,78 m     | Harri Haatainen                                                      | 76,12 m     | Steven Madeo                                                      | 73,88 m     |
| Lancio del martello | Maciej Pałyszko                                                       | 71,24 m     | Vadzim Dzevjatoŭski                                                  | 70,88 m     | Roman Konevtsov                                                   | 70,32 m     |
| Prove multiple |                                                                       |             |                                                                      |             |                                                                   |             |
| Decathlon | Attila Zsivóczky                                                      | 7.582 p.    | Dean Macey                                                           | 7.480 p.    | Chiel Warners                                                     | 7.368 p.    |
| Staffette |                                                                       |             |                                                                      |             |                                                                   |             |
| Staffetta 4×100 m | Stati Uniti Vince Williams Jerome Davis Obea Moore Lawrence Armstrong | 39"36       | Francia Vincent Caure Didier Héry Ruddy Zami David Patros            | 39"47       | Australia Peter Missingham David Baxter Paul Pearce Paul Di Bella | 39"62       |
| Staffetta 4×400 m | Stati Uniti Desmond Johnson Jerome Davis Robin Martin Obea Moore      | 3'03"65     | Giappone Hiroki Takahashi Dai Tamesue Masayuki Okusako Shinji Morita | 3'06"01     | Regno Unito Kris Stewart Tom Lerwill Mark Rowlands Geoff Dearman  | 3'06"76     |
| record mondiale; record mondiale stagionale; miglior prestazione mondiale under 20; miglior prestazione mondiale stagionale under 20; record africano; record asiatico; record europeo; record nord-centroamericano e caraibico; record sudamericano; record oceaniano; record dei campionati; record nazionale; record nazionale under 20; record personale; record personale stagionale. |                                                                       |             |                                                                      |             |                                                                   |             |

### Donne
| Specialità | Oro                                                                    | Prestazione | Argento                                                               | Prestazione | Bronzo                                                                     | Prestazione |
| Corse piane |                                                                        |             |                                                                       |             |                                                                            |             |
| 100 m | Nora Ivanova                                                           | 11"32       | Andrea Anderson                                                       | 11"43       | Esther Möller                                                              | 11"46       |
| 200 m | Sylviane Félix                                                         | 23"16       | Lauren Hewitt                                                         | 23"32       | Nora Ivanova                                                               | 23"59       |
| 400 m | Andreea Barlacu                                                        | 52"32       | Suziann Reid                                                          | 53"17       | Rosemary Hayward                                                           | 53"28       |
| 800 m | Claudia Gesell                                                         | 2'02"67     | Kathleen Friedrich                                                    | 2'02"70     | Nancy Langat                                                               | 2'03"21     |
| 1.500 m | Kutre Dulecha                                                          | 4'08"65     | Jackline Maranga                                                      | 4'08"98     | Shura Hutesa                                                               | 4'09"49     |
| 3.000 m | Anita Weyermann                                                        | 8'50"73     | Edna Kiplagat                                                         | 8'53"06     | Etaferahu Tarekegne                                                        | 8'53"77     |
| 5.000 m | Ayelech Worku                                                          | 15'40"03    | Olivera Jevtić                                                        | 15'40"59    | Cristina Iloc                                                              | 15'41"44    |
| 5.000 m marcia | Irina Stankina                                                         | 21'31"85    | Olga Panfyorova                                                       | 21'52"27    | Claudia Iovan                                                              | 21'57"11    |
| Corse a ostacoli |                                                                        |             |                                                                       |             |                                                                            |             |
| 100 hs | Joyce Bates                                                            | 13"27       | Glory Alozie                                                          | 13"30       | Tan Yali                                                                   | 13"37       |
| 400 hs | Ulrike Urbansky                                                        | 56"65       | Vicki Jamison                                                         | 57"57       | Tanya Jarrett                                                              | 57"91       |
| Salti |                                                                        |             |                                                                       |             |                                                                            |             |
| Salto in alto | Yuliya Lyakhova                                                        | 1,93 m      | Dóra Győrffy                                                          | 1,91 m      | Svetlana Lapina                                                            | 1,91 m      |
| Salto in lungo | Guan Yingnan                                                           | 6,53 m      | Cristina Nicolau                                                      | 6,47 m      | Johanna Halkoaho                                                           | 6,38 m      |
| Salto triplo | Tereza Marinova                                                        | 14,62 m     | Cristina Nicolau                                                      | 13,64 m     | Adelina Gavrilă                                                            | 13,50 m     |
| Lanci |                                                                        |             |                                                                       |             |                                                                            |             |
| Getto del peso | Song Feina                                                             | 16,58 m     | Nadine Beckel                                                         | 16,39 m     | Yelena Ivanenko                                                            | 16,22 m     |
| Lancio del disco | Ma Shuli                                                               | 56,32 m     | Seilala Sua                                                           | 56,32 m     | Zhang Yaqing                                                               | 55,70 m     |
| Lancio del giavellotto | Osleidys Menéndez                                                      | 60,96 m     | Nikolett Szabó                                                        | 58,34 m     | Bina Ramesh                                                                | 57,70 m     |
| Prove multiple |                                                                        |             |                                                                       |             |                                                                            |             |
| Eptathlon | Yelizaveta Shalygina                                                   | 5.711 p.    | Johanna Halkoaho                                                      | 5.656 p.    | Hana Doleželová                                                            | 5.504 p.    |
| Staffette |                                                                        |             |                                                                       |             |                                                                            |             |
| Staffetta 4×100 m | Stati Uniti Andrea Anderson Lakeesha White Jernae Wright Nanceen Perry | 43"79       | Giamaica Tulia Robinson Peta-Gaye Dowdie Saran Patterson Aleen Bailey | 44"26       | Germania Sandra Abel Esther Möller Nancy Kette Marion Wagner               | 44"57       |
| Staffetta 4×400 m | Germania Peggy Müller Claudia Gesell Doreen Harstick Ulrike Urbansky   | 3'31"12     | Romania Medina Tudor Anca Safta Otilia Ruicu Andreea Barlacu          | 3'32"16     | Australia Jennifer Marshall Tamsyn Lewis Josephine Fowley Rosemary Hayward | 3'32"47     |
| record mondiale; record mondiale stagionale; miglior prestazione mondiale under 20; miglior prestazione mondiale stagionale under 20; record africano; record asiatico; record europeo; record nord-centroamericano e caraibico; record sudamericano; record oceaniano; record dei campionati; record nazionale; record nazionale under 20; record personale; record personale stagionale. |                                                                        |             |                                                                       |             |                                                                            |             |

## Medagliere
| Posizione | Paese                               | Oro | Argento | Bronzo | Totale |
| --------- | ----------------------------------- | --- | ------- | ------ | ------ |
| 1         | Stati Uniti                         | 6   | 4       | 2      | 12     |
| 2         | Germania                            | 4   | 2       | 3      | 9      |
| 3         | Governo di transizione dell'Etiopia | 4   | 0       | 2      | 6      |
| 4         | Kenya                               | 3   | 5       | 1      | 9      |
| 5         | Russia                              | 3   | 1       | 2      | 6      |
| 6         | Cuba                                | 3   | 1       | 1      | 5      |
| 7         | Cina                                | 3   | 0       | 2      | 5      |
| 8         | Nigeria                             | 2   | 2       | 0      | 4      |
| 9         | Bulgaria                            | 2   | 0       | 1      | 3      |
| 10        | Romania                             | 1   | 3       | 4      | 8      |
| 11        | Ungheria                            | 1   | 3       | 0      | 4      |
| 12        | Australia                           | 1   | 2       | 7      | 10     |
| 13        | Spagna                              | 1   | 2       | 0      | 3      |
| 14        | Francia                             | 1   | 1       | 1      | 3      |
| 15        | Polonia                             | 1   | 1       | 0      | 2      |
| 16        | Canada                              | 1   | 0       | 1      | 2      |
| 17        | Qatar                               | 1   | 0       | 0      | 1      |
| 17        | Svizzera                            | 1   | 0       | 0      | 1      |
| 17        | Ucraina                             | 1   | 0       | 0      | 1      |
| 17        | Uzbekistan                          | 1   | 0       | 0      | 1      |
| 21        | Regno Unito                         | 0   | 4       | 2      | 6      |
| 22        | Finlandia                           | 0   | 2       | 1      | 3      |
| 22        | Sudafrica                           | 0   | 2       | 1      | 3      |
| 24        | Bielorussia                         | 0   | 1       | 1      | 2      |
| 24        | Giamaica                            | 0   | 1       | 1      | 2      |
| 24        | Giappone                            | 0   | 1       | 1      | 2      |
| 24        | Rep. Ceca                           | 0   | 1       | 1      | 2      |
| 28        | Jugoslavia                          | 0   | 1       | 0      | 1      |
| 28        | Sudan                               | 0   | 1       | 0      | 1      |
| 28        | Svezia                              | 0   | 1       | 0      | 1      |
| 31        | Algeria                             | 0   | 0       | 1      | 1      |
| 31        | Figi                                | 0   | 0       | 1      | 1      |
| 31        | Italia                              | 0   | 0       | 1      | 1      |
| 31        | Marocco                             | 0   | 0       | 1      | 1      |
| 31        | Paesi Bassi                         | 0   | 0       | 1      | 1      |
| Totale    | Totale                              | 41  | 42      | 40     | 123    |